# Malaysische Badmintonmeisterschaft 2007
Die Malaysische Badmintonmeisterschaft 2007 fand vom 8. bis 11. Februar 2007 in Kuala Terengganu als Proton Malaysia Grand Prix Finals statt. 

## Austragungsort
- Stadium Negeri

## Finalresultate
| Disziplin    | Sieger                             | Finalist                      | Ergebnis     |
| ------------ | ---------------------------------- | ----------------------------- | ------------ |
| Herreneinzel | Lee Chong Wei                      | Muhammad Hafiz Hashim         | 22–14, 21–15 |
| Dameneinzel  | Wong Mew Choo                      | Lydia Cheah Li Ya             | 21–12, 21–13 |
| Herrendoppel | Tan Boon Heong Koo Kien Keat       | Tan Bin Shen Ong Soon Hock    | 21–12, 21–15 |
| Damendoppel  | Julia Wong Pei Xian Haw Chiou Hwee | Fong Chew Yen See Phui Leng   | 21–16, 25–23 |
| Mixed        | Koo Kien Keat Wong Pei Tty         | Zakry Abdul Latif Ooi Sock Ai | 21–15, 21–15 |